# 沙子岭猪
沙子岭猪是一个中国地方猪品种，沙子岭猪是华中两头乌猪的一个类群。
沙子岭猪产于湖南省湘潭市城郊沙子岭一带。
沙子岭猪毛色为 “点头墨尾”，俗称“两头黑”。猪的头部和臀部为黑色，其他部位均为白色。
1986年，沙子岭猪收录于《中国猪品种志》。2005年，地方标准《DB 43/255-2005 沙子岭猪》发布。2010年， 沙子岭猪获得国家农产品地理标志保护证书。2011年，沙子岭猪载入《中国畜禽遗传资源志•猪志》。2014年，沙子岭猪进入国家畜禽遗传资源保护名录。2015年，标准《NY/T 2826-2015 沙子岭猪》发布。同年，沙子岭猪保种场成为国家级保护场。